# エドゥアルド・キュンネッケ
エドゥアルト・キュンネッケ（Eduard Künneke, 1885年1月27日 - 1953年10月27日）は、ドイツの作曲家、指揮者。

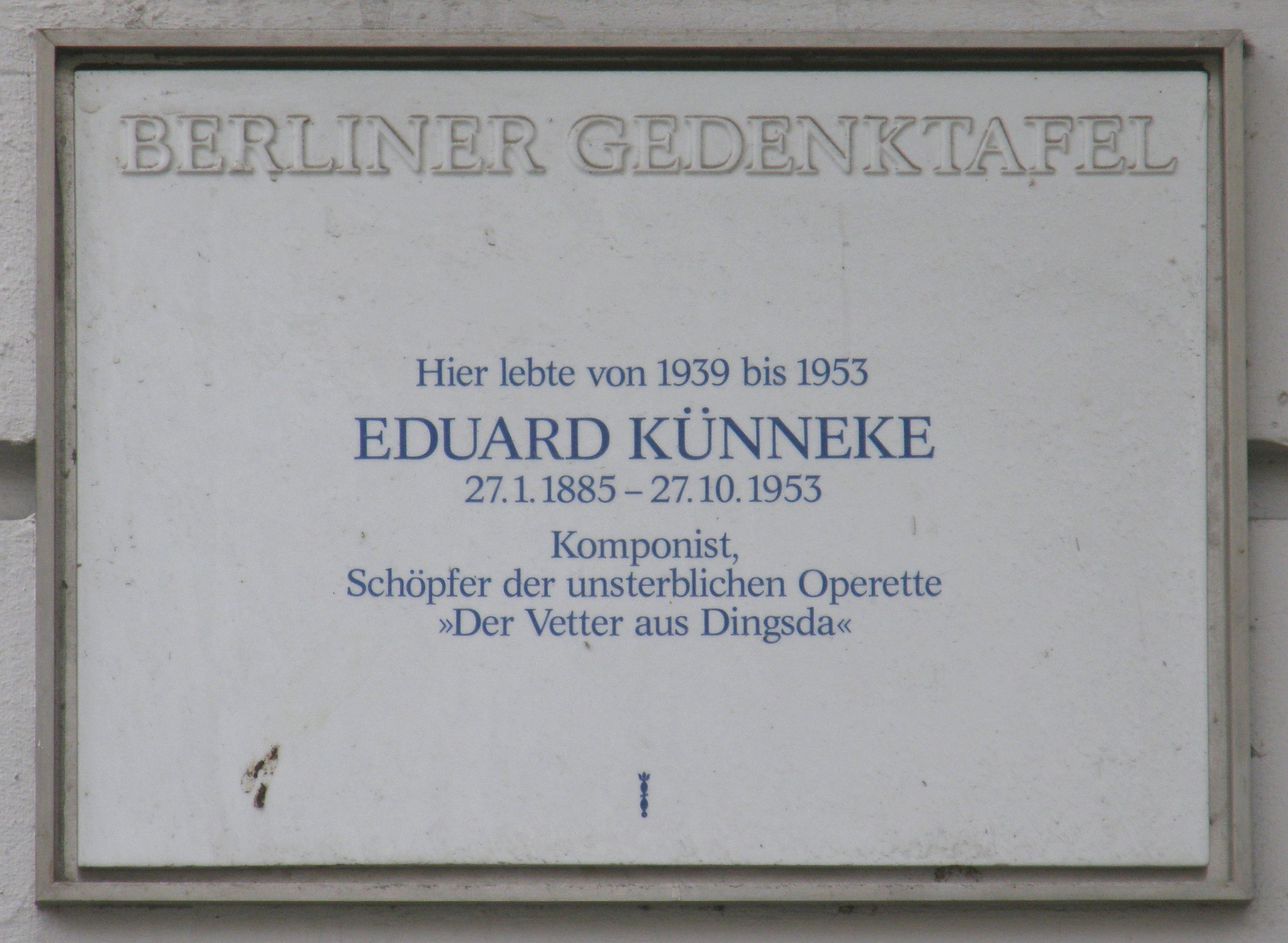
ベルリン、シャルロッテンブルクに設置された銘板

## 生涯
エメリッヒの生まれ。ベルリンで音楽学と文学を修めたあと、マックス・ブルッフに師事し、シッフバウアーダム劇場の合唱指揮者およびコレペティトールになった。1909年には合唱指揮者の地位を返上し、オペラ《ロビンの終末》("Robins Ende")を書いてマンハイムで初演し、作曲家としての名声を得た。
1908年から1910年にオデオンレコードで指揮者として活動、1910年から1911年にかけてはベルリンのドイツ座(Deutsches Theater)の指揮者としてマックス・ラインハルトのもとで働き、ラインハルトがゲーテの『ファウスト』を上演したとき、劇付随音楽を作曲している。
第一次世界大戦中は、歩兵連隊のホルン奏者となったが、戦後はフリードリヒ・ヴィルヘルムシュタット劇場(Friedrich-Wilhelmstädtisches Theater)の指揮者を務めた。この劇場でオペレッタの指揮をするうちに、自らもオペレッタを作曲するようになり、1921年に発表した《どこかのいとこ》("Der Vetter aus Dingsda")でオペレッタ作家としての名声を確立した。
オペラやオペレッタのほかに多数の映画音楽や、ピアノ協奏曲(1935)、ジャズバンドと管弦楽のための「舞踏組曲」("Tänzerische Suite"、1929) などの演奏会用作品を残している。ブロードウェイやロンドンの劇場にも作品を提供するが、ナチス政権下のドイツへとどまりベルリンで1953年に死去した。
| スタブアイコン | サブスタブ | この項目は、まだ閲覧者の調べものの参照としては役立たない、音楽関係者（バンド等）に関連した書きかけの項目です。この項目を加筆・訂正などしてくださる協力者を求めています（P:音楽/PJ:芸能人）。 |